# Río Guayape
El río Guayape es un río en Honduras que provee el agua a una gran parte del departamento de Olancho y la zona central de Honduras.  
El afluente más grande del Guayape es el río Jalán, que se une al Guayape cerca de la ciudad de Juticalpa. Desde Juticalpa el río atraviesa varios pueblos pequeños de la zona como Esquilinchuche.

## Puentes

Mapa del río Guayape en Honduras.

El puente más grande sobre el Guayape es el puente del Burro, una estructura de cemento que remplazó al puente de suspensión de acero que había existido durante muchas décadas. El puente original había sido construido por el Cuerpo de Ingenieros del Ejército de los Estados Unidos y fue destruido en 1998 por el huracán Mitch. 
Hacia el sur de Juticalpa el Guayapa se une con el río Guayambre, donde el afluente cambia a ser el río Patuca.

## Presencia de oro
La sección del río entre el paso de Compadre, al este de Campamento, hasta el punto de unión entre el Guayape el río Jalán tienen alguna presencia de oro. La minería del oro en la zona empezó en el siglo XVI hasta por lo menos mediados del siglo XX.